# Katek
Die Katek SE (Eigenschreibweise KATEK SE) ist ein börsennotiertes deutsches Elektronikunternehmen mit Sitz in München, das elektronische Baugruppen und Geräte entwickelt und herstellt. Die Unternehmensgruppe (KATEK Group) stellt Elektroniklösungen für Telepflege, Gesundheitssysteme, Erneuerbare Energien, Solar, Elektromobilität, Charging und Internet der Dinge her.

## Geschichte
Ende 2018 wurde die Katek-Gruppe von der Münchner Beteiligungsgesellschaft Primepulse mit CEO Rainer Koppitz gegründet. Namensgeber ist eine ehemalige Tochtergesellschaft des Antennenherstellers Kathrein. Ein Teil davon, die heutige Katek Grassau, wurde übernommen und auf dieser Basis eine neue Marke entwickelt. Im Mai 2021 erfolgte die Einführung an der Frankfurter Börse im Prime Standard.
Bereits vor der Gründung der Katek-Gruppe im Januar 2017 erwarb Primepulse das Unternehmen Steca aus Memmingen, einen Anbieter in der Solarelektronik, sowie im Mai 2018 den EMS-Dienstleister Katek GmbH aus Grassau. Katek kaufte 2019 die ETL Elektrotechnik Lauter GmbH aus Mauerstetten sowie die Bebro Electronic GmbH aus Frickenhausen, einen Spezialisten für elektronische und mechatronische Baugruppen. 2019 erwarb Katek die eSystems-MTG GmbH, die Konzepte für eMobility, Smart Home und Automotive ECUs entwickelt.
2020 erwarb Katek die Elektronikfertigung von Huf Hülsbeck & Fürst aus Düsseldorf, einem Zulieferer von Schließ-, Zugangs- und Autorisierungslösungen für die Automobilindustrie, sowie die Siemens Kaco Hybrid Inverter Solution, eine Tochtergesellschaft von Siemens Kaco. 2021 folgte die Übernahme der Leesys und dessen Elektronikstandort in Leipzig inklusive des Standorts der Leesys in Litauen sowie die TeleAlarm-Gruppe, die Hausnotrufsysteme herstellt, mit Standorten in der Schweiz.
Im Mai 2021 erwarb die Katek SE eine Mehrheitsbeteiligung an Aisler B.V, einem niederländischen Online-Anbieter von Fabless Electronics Prototyping. Außerdem wurden im Oktober 2021 im Rahmen einer Kapitalerhöhung 10 % der Anteile an der Tyde GmbH, einem Hersteller von Yachten erworben. Der Kauf des kanadischen Elektronik-Dienstleisters SigmaPoint erfolgte im August 2022.
Im März 2024 gab Katek die Absicht eines Delistings in Folge einer Übernahme durch Kontron bekannt.

## Standorte
In Deutschland hat das Unternehmen Standorte in Grassau, Mauerstetten, Memmingen und Leipzig. Diese arbeiten mit Partner-Standorten in Osteuropa zusammen.

## Aktionärsstruktur
| Anteil  | Anteilseigner (Stand März 2024)           |
| ------- | ----------------------------------------- |
| 59,44 % | Kontron Acquisition GmbH                  |
| 5,9 %   | Morgan Stanley & Co. International plc    |
| 5,69 %  | Samson Rock Event Driven Master Fund      |
| 5,06 %  | Squarepoint Diversified Partners Fund Ltd |
| 4,37 %  | Grosso Tec AG                             |
| 3,19 %  | UBS Group AG                              |
| 3,01 %  | Rainer Koppitz                            |
| 13,34 % | Streubesitz                               |